# Amazonas Sporting Club
Amazonas Sporting Club foi uma agremiação esportiva da cidade de Manaus, no estado do Amazonas.

## História
Foi fundado em 27 de outubro de 1913, sendo batizado como "Satellite Sporting Club", por um grupo de estudantes. Suas cores eram preto e branco e inicialmente sua sede era na Rua Barroso. Com o nome de Satellite, o clube participou da segunda divisão dos campeonatos de 1914, 1915, 1916 e 1917. Já com o nome de Amazonas participou de cinco edições do Campeonato Amazonense de Futebol.[carece de fontes?] A partir de 1917 mudou de nome, passando a se chamar Amazonas Sporting Club. Sua última participação no Campeonato Amazonense foi em 1923, quando disputou a segunda divisão do certame. A partir de então, a equipe se encontra extinta.